# Лумбија (Месина)
Лумбија је насеље у Италији у округу Месина, региону Сицилија.
Према процени из 2011. у насељу је живело 19 становника. Насеље се налази на надморској висини од 489 м.